# Sundbybergs församling

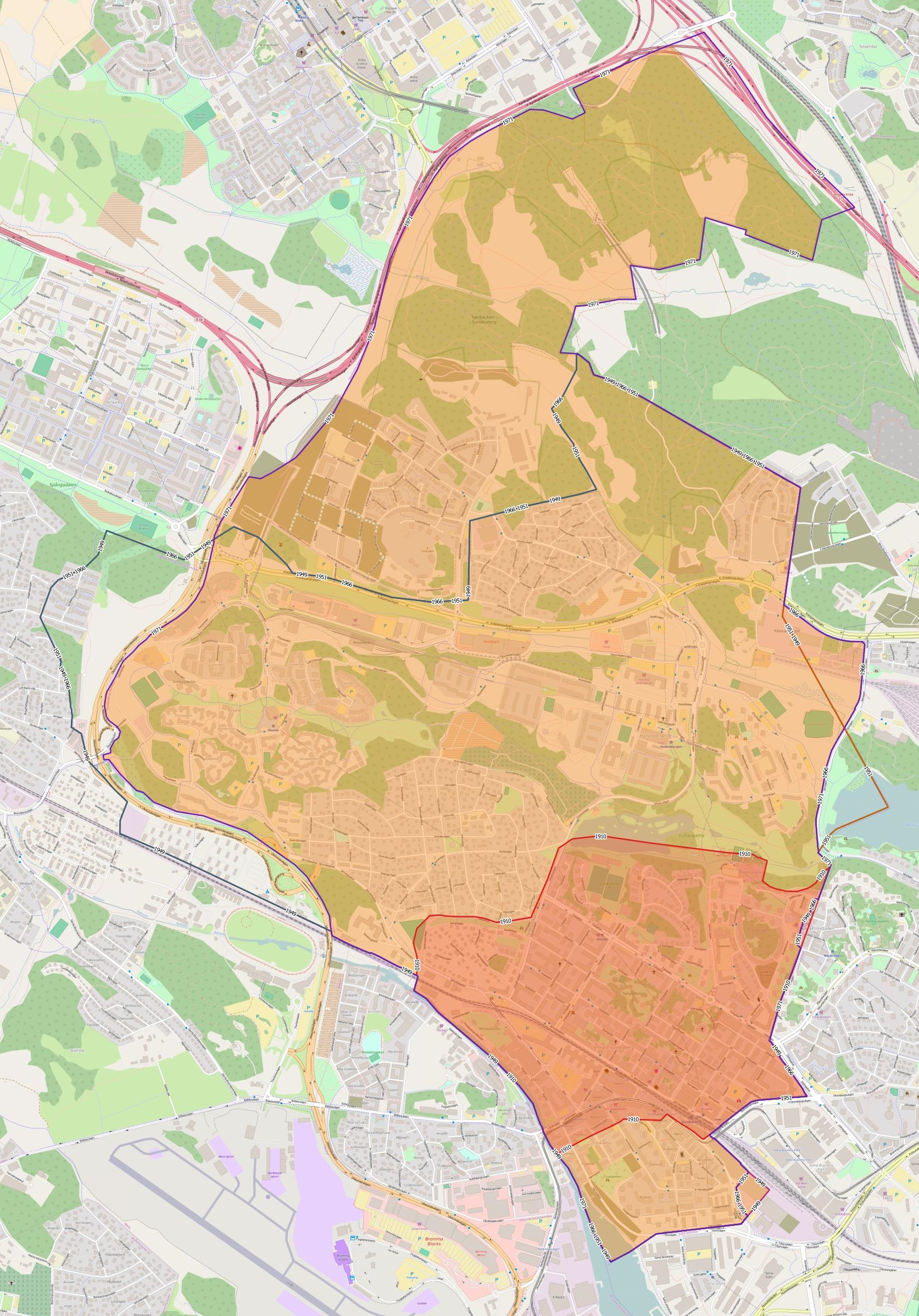
Sundbybergs församlings gränser genom tiderna.

Sundbybergs församling är en församling i Solna kontrakt, Stockholms stift och Sundbybergs kommun och utgör ett eget pastorat. Församlingens gräns sammanfaller med Sundbybergs kommungräns.

## Administrativ historik
Församlingen bildades 1 maj 1909 (enligt beslut den 2 april 1909) genom en utbrytning ur Bromma församling av området motsvarande Sundbybergs köping.
Sundbybergs församling tillhörde först Uppsala stift och överfördes till Stockholms stift när det bildades den 1 juli 1942.
Församlingens omfattning har ändrats såsom Sundbybergs stad omfattning ändrades till 1971 och därefter som kommunens omfattning ändrats. 

### Pastorat
- 1 maj 1909 till 1 maj 1916: annexförsamling i pastoratet Bromma och Sundbyberg.
- Från 1 maj 1916 (enligt beslut den 8 oktober 1915): eget pastorat.[4][5]

### Kontrakt
- 1 maj 1909 till 1 januari 1962: Roslags västra kontrakt
- 1 januari 1962 till 1 januari 1995: Roslags kontrakt
- Från 1 januari 1995: Solna kontrakt

## Organister
| Ämbetstid | Namn                   | Levnadstid | Övrigt    |
| --------- | ---------------------- | ---------- | --------- |
| 1952–1964 | Georg Natanael Edmundh | 1915-2003  | Organist. |

## Kyrkor
- Alby kyrka (avyttrad 2013)
- Duvbo kyrka
- Fredens kyrka (avyttrad 1993; kyrkan heter numera S:t Petrus syrisk-ortodoxa kyrka)
- Lötsjökapellet
- Sundbybergs kyrka